# Boavita
Boavita est une municipalité colombienne, située dans le département de Boyacá.